# Артемьев, Анатолий Иванович
Анато́лий Ива́нович Арте́мьев (р. 1945) — заместитель губернатора Тульской области, депутат Тульской областной Думы с 2004 по 2005 год, депутат Государственной Думы третьего созыва.

## Биография
Родился 14 декабря 1945 года в Воркуте (ныне Республика Коми) в семье шахтёра.
Окончил Московский горный институт (сейчас – Горный институт НИТУ «МИСиС»), Академию общественных наук при ЦК КПСС.
Работал электрослесарем, горным мастером. С 1970 года — на комсомольской и партийной работе. В дальнейшем возглавлял Фонд имущества Тульской области.
С 1997 года — председатель Комитета по управлению имуществом Администрации Тульской области, заместитель губернатора Тульской области.
В декабре 1999 года был избран в Государственную Думу РФ третьего созыва по Новомосковскому избирательному округу № 175 Тульской области (выдвигался избирательным объединением КПРФ), в Государственной Думе входил в состав депутатской Аграрно-промышленной группы, был заместителем председателя Комитета по собственности.